# Полярный скат
Полярный или арктический скат ( (лат.) Amblyraja hyperborea ) — вид хрящевых рыб семейства ромбовых скатов отряда скатообразных. Обитают в северо-западной, северо-восточной и юго-восточной частях Атлантического океана, в восточной части Индийского океана и в юго-восточной, юго-западной, северо-западной, и в восточной частях Тихого океана между 82° с. ш. и 50° ю. ш. Встречаются на глубине до 2500 м. Их крупные, уплощённые грудные плавники образуют диск в виде ромба со заострённым рылом. Максимальная зарегистрированная длина 100 см. Откладывают яйца. Рацион состоит из донных животных. Не являются объектом промысла.

## Таксономия
Впервые вид был научно описан в 1879 году как Raja hyperborea. Видовой эпитет происходит от др.-греч.  ὑπέρ — «над, выше» и др.-греч. βόρειος — «север».

## Ареал
Эти батидемерсальные скаты обитают на севере североевропейского бассейна, в районе Фарерских и Шетландских островов. Встречаются в нижней части материкового склона на глубине от 140 до 2500 м, обычно в диапазоне между 300 и 1500 м. Живет на илистых грунтах при температуре ниже или лишь немного выше 0° С. В северных районах ареала встречается на меньших глубинах, по сравнению с центральными и южными.

## Описание
Широкие и плоские грудные плавники этих скатов образуют ромбический диск с треугольным рылом и закруглёнными краями. На вентральной стороне диска расположены 5 жаберных щелей, ноздри и рот. На тонком хвосте имеются латеральные складки. У этих скатов 2 редуцированных спинных плавника и редуцированный хвостовой плавник.
Максимальная зарегистрированная длина 106 см. По форме тела похож на Amblyraja radiata, от которого отличается более широким межглазничным пространством и более заострённым рылом. Дорсальная поверхность диска покрыта мелкими шипами с основанием в виде звезды. Вентральная сторона тела гладкая. Вдоль позвоночника пролегает непрерывный ряд из 22—30 крупных шипов, хвост короткий. Дорсальная сторона тёмная, коричневато-серого цвета, иногда со светлыми пятнами. Вентральная сторона у молодых особей желтовато-белая, у взрослых покрыта тёмными пятнами и полосками, особенно заметными у краев грудных плавников .

## Биология
Эти скаты откладывают яйца, заключённые в роговую капсулу с выступами по углам. Эмбрионы питаются исключительно желтком. Капсула имеет в длину 8—12,5 см и 5—8 см в ширину; с одной стороны выросты намного длиннее, чем с другой стороны. Длина молоди после выклева около 16—18 см. Самцы достигают половой зрелости при длине около 120 см. Самцы становятся половозрелыми при длине 86—93 см. Самая маленькая свободноплавающая особь имела в длину 23 см.
Полярные скаты питаются в основном ракообразными, и рыбами (путассу, морской щучкой, бычками и ликодами).

## Взаимодействие с человеком
Эти скаты не являются объектом целевого лова. Они попадаются в качестве прилова при промысле трески. Мясо у них дряблое и невкусное. Международный союз охраны природы присвоил виду охранный статус «Вызывающий наименьшие опасения».